# Conflictos fronterizos sino-rusos

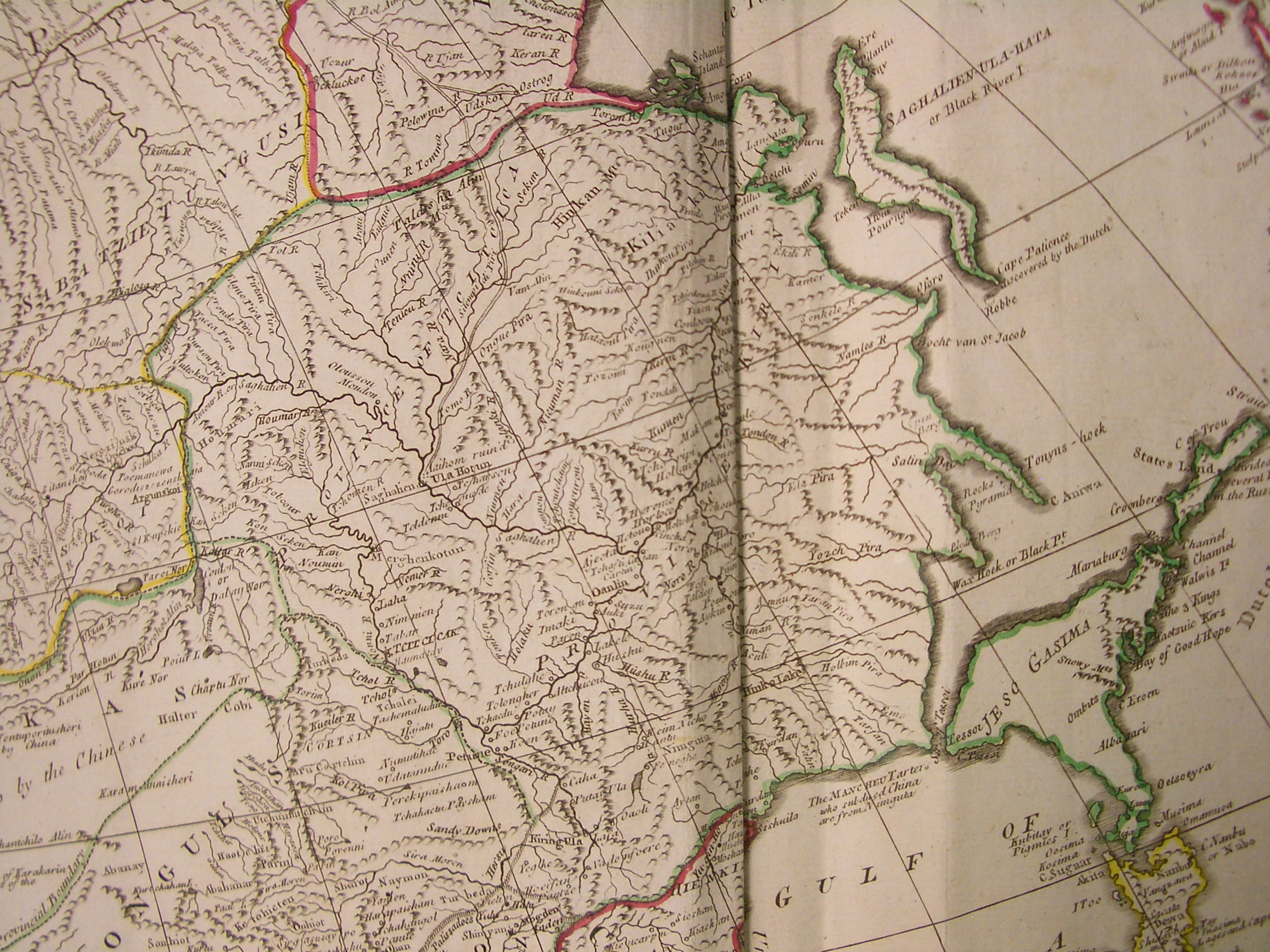
La región del conflicto representada en un mapa británico aproximadamente un siglo después de los acontecimientos, cuando la mayor parte se convirtió en parte de las provincias chinas de Qiqihar (Tcitcisar) y Jilin (Kirin). Nimguta (Ninguta) fue la base principal de las flotas del río Qing, que luego se trasladó a Kiring Ula (ciudad de Jilin). Saghalien R. y Tchikiri R. son los Amur y los Zeya. Saghalien, o Ula Hotum (Aigun) fue la base avanzada de manchúes para los ataques a Albazin (que a su vez no se muestra en este mapa); Aihom ruin (e) d, era el sitio original de Aigun en la orilla izquierda del Amur. Mergenkhotun (Nenjiang) y Tcitcisar (Qiqihar) fueron los otros dos centros principales de manchúes en el norte de Manchuria. El río Houmar es el "Komar" de los registros rusos. Nerczinsk es el sitio de las negociaciones del tratado.

Los conflictos fronterizos sino-rusos (1652-1689) fueron una serie de escaramuzas intermitentes entre la dinastía Qing, con la asistencia de la dinastía Joseon de Corea y el Zarato ruso representando por cosacos quienes habían tratado sin éxito de conquistar territorios al norte del río Amur. Las hostilidades culminaron con el asedio Qing del fuerte cosaco de Albazín (1686) y dieron lugar al Tratado de Nerchinsk en 1689 que otorgó las tierras a China.

## Contexto
La esquina sureste de Siberia al sur de los montes Stanovoi fue disputada dos veces por Rusia y China. Hidrológicamente, la cordillera de Stanovoi separa la vertiente de os ríos que fluyen hacia el norte y desaguan en el océano Ártico de los que fluyen hacia el sur y acaban en el río Amur. Ecológicamente, el área es el límite sudeste del bosque boreal siberiana con algunas áreas aptas para la agricultura. Social y políticamente, desde aproximadamente el 600 d. C., fue la franja norte del mundo sino-manchú. Fueron varias las dinastías chinas que reclamarón soberanía, construyeron fuertes y recaudaron tributos cuando eran lo suficientemente fuertes. La Comisión Militar Regional Nurgan de la dinastía Ming construyó un fuerte en la orilla norte del Amur en Aigun, y estableció una sede administrativo en Telin, (Tyr, Rusia) sobre Nikolayevsk del Amur.
La expansión rusa en Siberia comenzó con la conquista del kanato de Siberia en 1582. En 1643 llegaron al océano Pacífico en Ojotsk. Al este del río Yenisei eran pocas las tierras aptas para la agricultura, excepto en Dauria, la tierra entre la cordillera de Stanovoi y el río Amur que estaba nominalmente bajo el control de la dinastía Qing.
Los primeros rusos que oyeron hablar de Dauria fueron probablemente Iván Moskvitin y Maksim Perfilyev alrededor de 1640. En 1643, aventureros rusos se adentraron y cruzaron los montes Stanovoi, siendo en 1689 rechazados por los Qing. La tierra estaba poblada por unos 9000 daurios en el río Zeya, 14 000 ducheros río abajo y varios miles de tungus y nivkhs hacia la desembocadura del río..
En 1859/1860, el área fue anexionada por Rusia.

## Cronología

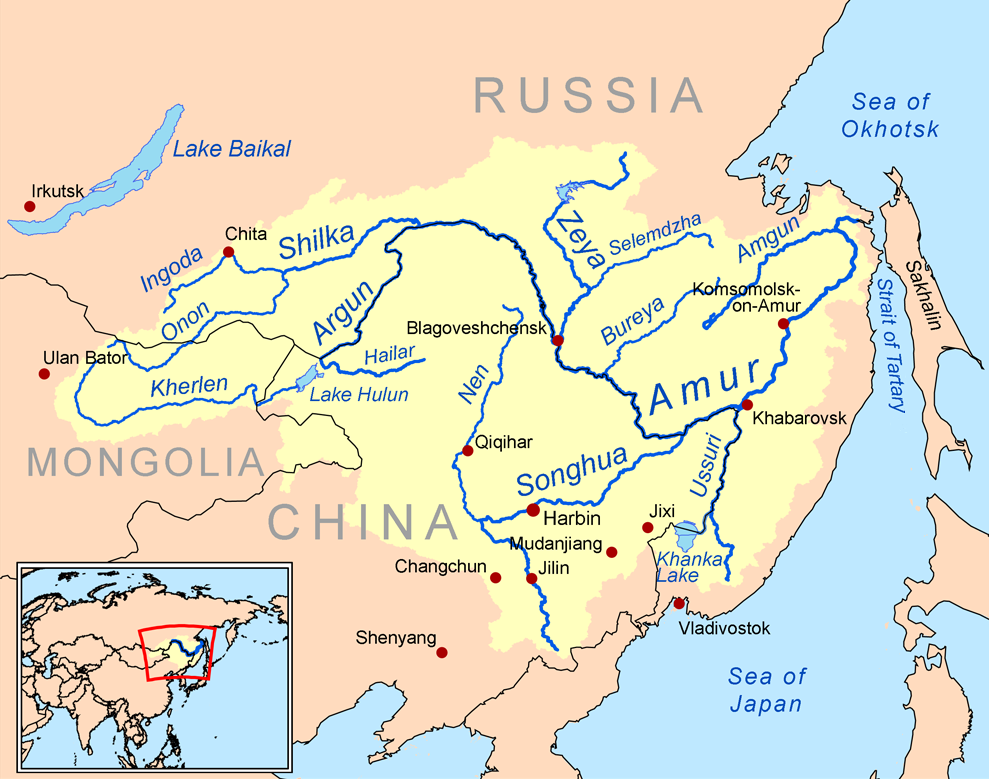
La cuenca del Amur con las modernas fronteras nacionales. Nerchinsk está en la parte baja de Shilka, Albazin al norte del Amur, Kumarsk un poco río abajo, Aigun en la desembocadura de Zeya y Achansk en Jabarovsk.

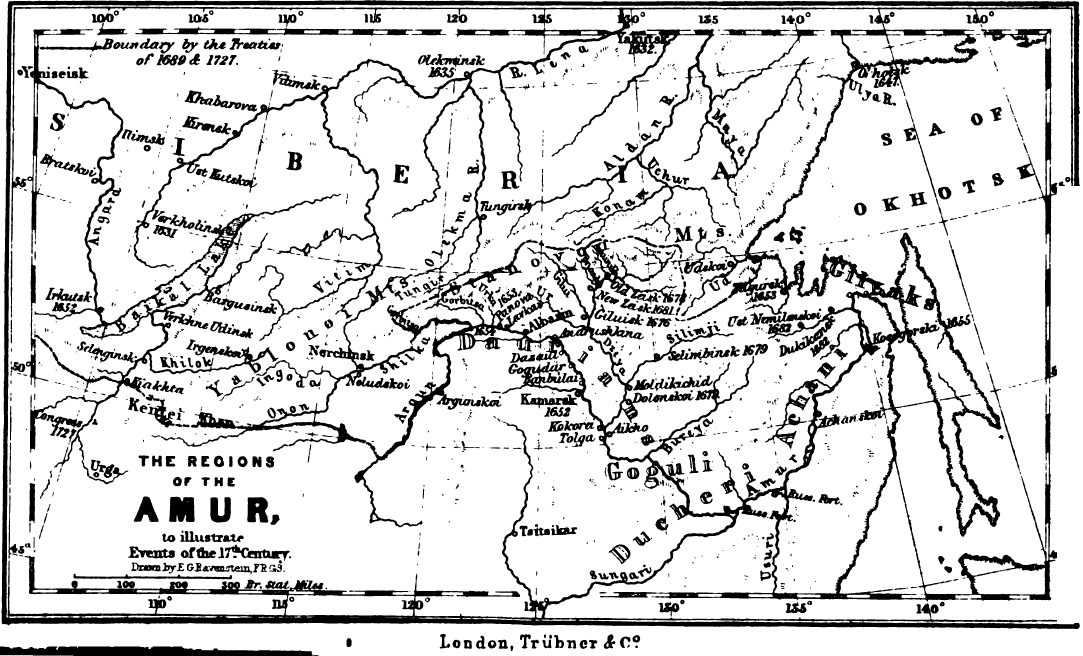
La cuenca de Amur en 1860

### 1639-1643: campaña Qing contra los gobernantes nativos
- diciembre 1639-mayo 1640: batalla de Gualar (селение Гуалар), primera batalla entre los nativos y los Qing, entre dos regimientos manchú y un destacamento de 500 Solon-Daurs liderados por el líder Solon-Evenk, Bombogor (en chino, 博 木 博 果 爾 o 博穆博 果 爾; pinyin, Bomboguoer) mientras que el segundo líder nativo Bardači (chino: 巴爾達 齊 o 巴爾達奇) se mantuvo neutral. [6]
- septiembre de 1640: 2ª batalla: los nativos y los Qing: Batalla de Yaksa (Якса): entre los nativos (Solon, Daur, Oroqen) y los manchúes.
- mayo de 1643: 3.ª batalla. Las tribus nativas se sometieron al Imperio Qing.

### 1643-1644: Vasili Poyárkov
- Invierno de 1643 - primavera de 1644: una expedición rusa-cosaca dirigida por Vasili Poyárkov exploró la corriente del río Jingkiri, el actual río Zeya y el Amur. Vassili Poyarkov viajó desde Yakutsk al sur hasta el río Zeya. Luego navegó río abajo por el Amur hasta su desembocadura y luego al norte a lo largo de la costa del Ojotsk, regresando a Yakutsk tres años después..

### 1649-1653: Yeroféi Jabárov
- 1650-1651: en 1649, Yeroféi Jabárov encontró una mejor ruta hacia el Alto Amur y regresó rápidamente a Yakutsk, donde recomendó que se enviara una fuerza mayor para conquistar la región. Regresó el mismo año y construyó cuarteles de invierno en Albazin en el punto más septentrional del río. Ocupó el fuerte Albazin de Daur después de someter a los Daurs liderados por Arbaši (chino: 阿尔巴西). La conquista rusa de Siberia fue acompañada por masacres debido a la resistencia indígena a la colonización por los cosacos rusos, quienes reprimieron violentamente a los nativos. Los cosacos rusos fueron nombrados luocha (羅剎), en honor a los demonios encontrados en la mitología budista, por los nativos amur debido a su crueldad hacia las tribus amur, que eran súbditos de los Qing.[7]
- 24 de marzo de 1652: batalla de Achansk

El siguiente verano, navegó por el Amur y construyó un fuerte en Achansk (Wuzhala (乌扎拉)), probablemente cerca del actual Jabárovsk. Nuevamente hubo combates y los nativos pidieron la asistencia de los Qing. El 24 de marzo de 1652, Achansk fue atacado sin éxito por una gran fuerza Qing [600 soldados manchúes de Ninguta y unos 1500 Daurs y Duchers liderados por el general manchú conocido como Haise (海 色), o Izenei (Изеней o Исиней).  Haise fue ejecutado más tarde por su pobre desempeño.]. Tan pronto el clima se lo permitió, Jabarov se retiró río arriba y construyó cuarteles de invierno en Kumarsk. En la primavera de 1653 llegaron refuerzos bajo las órdenes de Dmitry Zinoviev. Los dos se pelearon, Jabarov fue arrestado y escoltado a Moscú para investigación.

### 1654-1658: Onufriy Stepanov
- marzo - abril 1655: asedio de Komar
- 1655: Rusia estableció un «gobernador militar para la región de Amur».
- 1657: 2.ª batalla de Sharhody.

Onufriy Stepanov quedó a cargo de unos 400-500 hombres. Tuvieron pocas dificultades para saquear a los nativos y derrotar a las tropas Qing locales. Los Qing respondieron con dos políticas: primero, ordenaron a la población local que se retirara, terminando así la producción de grano que había atraído a los rusos; segundo, nombraron a un general experimentado Sarhuda (natural de la aldea de Nierbo en la boca de Sungari) como comandante de la guarnición en Ninguta. En 1657, construyó más de 40 barcos en el pueblo de Ula (Jilin moderno). En 1658, una gran flota Qing al mando de Sarhuda alcanzó a Stepanov y lo mató a él y a unos 220 cosacos, y solamente unos pocos escaparon.

#### 1654-1658: expediciones aliadas sino-coreanas contra los rusos
En las siguientes operaciones, importantes fuerzas coreanas del rey Hyojong fueron incluidas en las tropas manchú. Las campañas son conocidas en la historiografía coreana como Naseon Jeongbeol (나선 정벌, literalmente conquista rusa).
- enero de 1654: la primera vez que un contingente coreano llegó para unirse a un ejército manchú cerca de Ninguta.
- julio de 1654: batalla de Hutong (en la parte baja de Sungari en el actual Yilan) entre un ejército conjunto coreano-manchú de 1500 hombres liderado por Byeon Geup (hangul: 변급 Hanja: 邊 岌) contra 400-500 rusos.
- 1658: barcos de guerra chinos capaces de combatir a las embarcacioness rusas fueron construidos por los constructores de barcos chinos Han para las fuerzas Qing.[12] La flota Qing de Sarhuda desde Ninguta, incluido un gran contingente coreano liderado por Shin Ryu, navega por los Sungari hasta Amur, y se encuentra con la flota más pequeña de Onufriy Stepanov desde Albazin. En una batalla naval en el Amur, a unas pocas millas río abajo de la boca del Sungari (10 de julio de 1658). La flotilla rusa de 11 barcos es destruida (los sobrevivientes huyen en un solo barco), y el mismo Stepanov muere. [13]

En 1658, los chinos ya habían destruido a los rusos al sur de Nérchinsk y la tierra desierta se convirtió en un refugio para proscritos y cosacos renegados. En 1660 una gran banda de rusos fue destruida. Tuvieron algunas dificultades para perseguir a los cosacos ya que su propia política había eliminado la mayor parte de la comida local. En la década de 1670, los chinos intentaron alejar a los rusos de la costa de Ojotsk, llegando tan al norte como el río Maya.

### 1665-1689: Albazin
En 1665, Nikifor Chernigovsky asesinó al voivoda de Ilimsk, huyó a Amur y volvió a ocupar el fuerte en Albazin, que se convirtió en el centro de un pequeño reino al que llamó Jaxa. En 1670 fue atacado sin éxito. En 1672 Albazin recibió el perdón del zar y fue oficialmente reconocido. Desde 1673 hasta 1683, la dinastía Qing fue amarrada suprimiendo una rebelión en el sur, la Revuelta de los Tres Feudatorios. En 1682 o 1684, un voyvoda fue nombrado por Moscú.

### 1685-1687: campaña de Albazin/Yakesa
Las tropas leales de la dinastía Ming, Han, chinas que habían servido a Zheng Chenggong y que se especializaban en luchar con escudos y espadas de ratán (Tengpaiying) 藤牌营 fueron recomendadas al Emperador Kangxi para reforzar Albazin contra los rusos. Kangxi quedó impresionado por una demostración de sus técnicas y ordenó a 500 que defendieran a Albazin, bajo el comando de Lin Xingzhu (chino: 林 兴 珠) y He You (chino: 何 佑), antiguos seguidores de Koxinga, y estas tropas de escudo de ratán no sufrieron ni una sola baja, al enfrentar a fuerzas rusas que viajaban en balsas por el río.
- mayo a julio de 1685: sitio de Albazin: los Qing utilizaron a los antiguos especialistas navales chinos, leales a los Ming, que habían servido bajo la familia Zheng en Taiwán en el sitio de Albazin.[18] Los rusos fueron combatidos por los antiguos soldados de Koxinga en Taiwán.[19] La comprensión militar náutica de los exmarineros de Taiwán fue la razón de su participación en las batallas.[20]
- julio a octubre de 1686: sitio de Nuevo Albazin.

[los refuerzos rusos bajaban al fuerte por el río] Luego [Marqués Lin] ordenó a todos nuestros marines que se quitaran la ropa y se tiraran al agua. Cada uno llevaba un escudo de ratán en su cabeza y sostenía una enorme espada en su mano. Así podían nadar. Los rusos estaban tan asustados que todos gritaron: "¡Miren, los tártaros de cabeza grande!" Como nuestros marines estaban en el agua, no podían usar sus armas de fuego. Nuestros marineros usaban escudos de ratán para proteger sus cabezas, de modo que las balas y flechas enemigas no podían perforarlas. Nuestros marines usaban espadas largas para cortar los tobillos del enemigo en el río, la mayoría de ellos fueron muertos o heridos. El resto escapó. Lin Hsing-chu no había perdido un solo infante de marina cuando regresó para participar en el asedio de la ciudad.
Escrito por Yang Hai-Chai, que estaba relacionado con Marquis Lin, un participante en la guerra

La mayoría de los rusos se retiraron a Nerchinsk, pero unos pocos se unieron a los Qing, convirtiéndose en los cosacos Albazin en Pekín. Los chinos se retiraron del área, pero los rusos, al enterarse de esto, regresaron con 800 hombres bajo el mando de Aleksei Tolbuzin y volvieron a ocupar el fuerte. (Su propósito original era simplemente cosechar el grano local, un producto raro en esta parte de Siberia). Desde junio de 1686, el fuerte fue asediado nuevamente. O bien (el sitio fue levantado en diciembre cuando se supo que los dos imperios estaban comprometidos en negociaciones de paz) o (el fuerte fue capturado después de un sitio de 18 meses y Tolbuzin muerto). En ese momento quedaron con vida menos de 100 defensores.

## Tratados

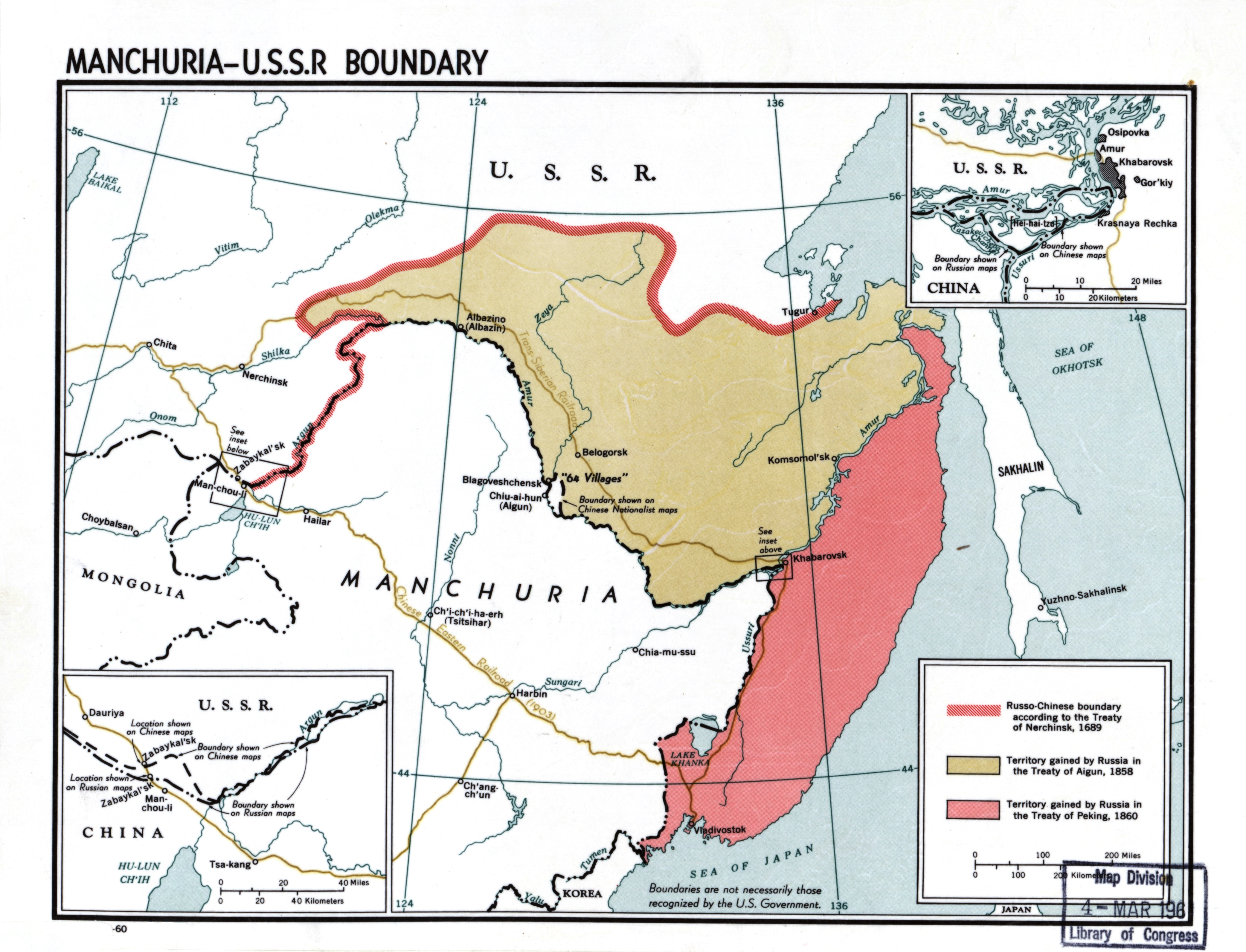
Cambios en la frontera ruso-china en los siglos XVII-XIX

En 1689, por el tratado de Nerchinsk, los rusos abandonaron todo el país del Amur, incluido Albazin. La frontera se estableció en el río Argun y los montes Stanovoi. En 1727 el Tratado de Kiajta confirmó y aclaró esta frontera y reglamentó el comercio ruso-chino.
En 1858, casi dos siglos después de la caída de Albazin, por el Tratado de Aigun, Rusia anexó la tierra entre la Cordillera de Stanovoi y el Amur (comúnmente referido en ruso como Priamurye, es decir, las "Tierras a lo largo del Amur"). En 1860, con la Convención de Pekín, Rusia anexó el Primorye (es decir, la "Región Marítima") a Vladivostok, un área que no había estado en conflicto en el siglo XVII. (Adquisición de Amur)